# Зиновьев, Антон Самуилович
Антон Самуилович Зиновьев (15 августа 1926 года, с. Новомосковка, Вишневский (Осокаровский) район, Карагандинская область, Казакская АССР, РСФСР — 14 сентября 2003 года, Омск) — советский патологоанатом, доктор медицинских наук (1969), профессор (1971). Заслуженный деятель науки РСФСР (1986); член-корреспондент РАМН (1993).

## Биография
Родился 15 августа 1926 года в с. Ново-Московка Вишневского (Осокаровского) района Карагандинской области Казакской АССР в крестьянской семье. После смерти матери в 1927 году его семья переехала в г. Акмолинск, там отец, Самуил Иванович Зиновьев, стал работать зав. отделом в облисполкоме. В 1942 году Антон Самуилович окончил Акмолинскую среднюю школу, потом учился в Одесском военно-морском медицинском училище, по окончании которого был направлен на службу в Амурскую Краснознаменную флотилию в г. Хабаровск. Там же был назначен старшим фельдшером отряда. Заканчивал службу военный фельдшер А. Зиновьев в городе Севастополе.
После демобилизации в 1947 году поступил в Ростовский медицинский институт (ныне Ростовский государственный медицинский университет). В 1948 году переехал с семьей в Омск, где продолжил учебу в Омском медицинском институте (ОГМИ) (ныне Омский государственный медицинский университет). Окончил институт в 1953 году. Потом учился в субординатуре по патологической анатомии (1952—1953), по совету зав. кафедрой патологической анатомии, профессора Иллариона Сергеевича Новицкого — в аспирантуре при кафедре патологической анатомии Омского медицинского института.
В 1958 году защитил кандидатскую диссертацию на тему «Материалы к вопросу о морфологическом субстрате сердечной декомпенсации при ревматизме». В 1969 году защитил докторскую — на тему «Патоморфология центральных и периферических отделов вегетативной нервной системы на различных этапах течения ревматизма». После успешной защиты диссертации в 1-м Московском медицинском институте им. И. М. Сеченова решением ВАК ему была присуждена ученая степень доктора медицинских наук, в 1971 году — звание профессора.
В 1969 году избирается депутатом Омского районного совета депутатов трудящихся, профессором кафедры патологической анатомии, назначается и. о. проректора по учебной работе медицинского института. В 1970 году приказом министра МЗ РСФСР В. В. Трофимова № 112 от 23 января 1970 г. Антон Самуилович был назначен проректором по научной работе. В Омском медицинском институте на кафедре патологической анатомии им была создана гистохимическая и гистоферментная лаборатория.
Заслуженный деятель науки РСФСР (1986); член-корреспондент РАМН (1996), был награжден знаком «Отличник здравоохранения» (1976), орденом «Знак Почета» (1981), медалями. Под его руководством подготовлено и защищено 5 докторских и 30 кандидатских диссертаций.
Область научных интересов: лечение воспалений, онко- и инфекционная патология, патоморфологии вегетативной нервной системы при ревматизме и др.
В разное время был членом редсоветов журналов «Архив патологии», «Сибирский медицинский журнал», «Бюллетень сибирской медицины»; правления Российского общества психиатров (РОП), Центральных методических комиссий по преподаванию патологической анатомии при МЗ СССР и РСФСР; председателем Омского отделения РОП и др.
Скончался 14 сентября 2003 года в Омске, похоронен на Старо-Северном кладбище.

## Труды
А. С. Зиновьев является автором около 200 печатных работ, включая 5 монографий:
- «Пороки развития легких»;
- «Патологическая анатомия болезней поджелудочной железы»;
- «Общая патоморфология костно-суставного аппарата»;
- «Паразитоценология».